# Juko Kavaguti
Juko Kavaguti (in russo Юко Кавагути?; Funabashi, 20 novembre 1981) è un'ex pattinatrice artistica su ghiaccio giapponese naturalizzata russa, specializzata nel pattinaggio artistico su ghiaccio a coppie.

## Palmarès

### Con Aleksandr Smirnov
| Internazionali | Internazionali | Internazionali | Internazionali | Internazionali | Internazionali | Internazionali | Internazionali | Internazionali | Internazionali | Internazionali | Internazionali |
| Evento | 2006–07        | 2007–08        | 2008–09        | 2009–10        | 2010–11        | 2011–12        | 2012–13        | 2013–14        | 2014–15        | 2015–16        | 2016–17        |
| --- | -------------- | -------------- | -------------- | -------------- | -------------- | -------------- | -------------- | -------------- | -------------- | -------------- | -------------- |
| Giochi olimpici invernali                                                                                                  |                |                |                | 4°             |                |                |                |                |                |                |                |
| Campionati mondiali | 9°             | 4°             | 3°             | 3°             | 4°             | 7°             | 6°             |                | 5°             |                |                |
| Campionati europei |                | 3°             | 2°             | 1°             | 2°             | R              | 5°             |                | 1°             | R              |                |
| GP Finale |                | 5°             | 5°             | 5°             |                | 3°             | 6°             |                | 6°             | 3°             |                |
| GP Trophée Eric Bompard |                |                |                |                |                |                | 1°             |                |                |                |                |
| GP Cup of China |                |                |                |                |                | 1°             | 2°             |                |                | 1°             | 6°             |
| GP NHK Trophy |                |                |                | 2°             |                | 1°             |                | R              | 2°             |                |                |
| GP Rostelecom Cup | 3°             | 3°             | 2°             | 2°             | 1°             | 2°             |                |                |                | 2°             |                |
| GP Skate America |                |                |                |                |                |                |                |                | 1°             |                |                |
| GP Skate Canada |                | 3°             | 1°             |                | R              |                |                | R              |                |                | 5°             |
| CS Mordovian Ornament |                |                |                |                |                |                |                |                |                | 1°             |                |
| CS Nebelhorn Trophy |                |                |                |                |                |                |                |                | 1°             |                |                |
| CS Nepela Memorial |                |                |                |                |                |                |                |                |                |                | 2nd            |
| Cup of Nice | 1°             | 1°             | 1°             |                |                |                |                |                |                |                |                |
| Nazionali |                |                |                |                |                |                |                |                |                |                |                |
| Campionati russi | R              | 1°             | 1°             | 1°             | 2°             | R              | 2°             |                | 3°             | 2°             | 5°             |
| Eventi a squadre |                |                |                |                |                |                |                |                |                |                |                |
| World Team Trophy |                |                | 5° S 2 P       |                |                |                |                |                | 2° S 3° P      |                |                |
| R = Ritirati S = Risultato della squadra; P = Risultato personale; Medaglie assegnate solo per il risultato della squadra. |                |                |                |                |                |                |                |                |                |                |                |

### Con Alexander Markuntsov per il Giappone
| Campionati mondiali                                    | 15° | 13° | 14° |
| Campionati dei Quattro continenti                      | 8°  | 9°  | 7°  |
| GP NHK Trophy                                          |     | R   | 5°  |
| GP Skate America                                       |     | 6°  | 5°  |
| GP Trophée Lalique                                     |     | 6°  |     |
| Internazionali: Junior                                 |     |     |     |
| Campionati mondiali                                    | 2°  |     |     |
| JGP Finale                                             | 3°  |     |     |
| JGP Cina                                               | 3°  |     |     |
| JGP Messico                                            | 1°  |     |     |
| Nazionali                                              |     |     |     |
| Campionati giapponesi                                  |     | 1°  | 1°  |
| Campionati giapponesi junior                           | 1°  |     |     |
| GP = Grand Prix; JGP = Junior Grand Prix; R = Ritirati |     |     |     |